# Roberto Lavagna
Pour les articles homonymes, voir Lavagna (homonymie).

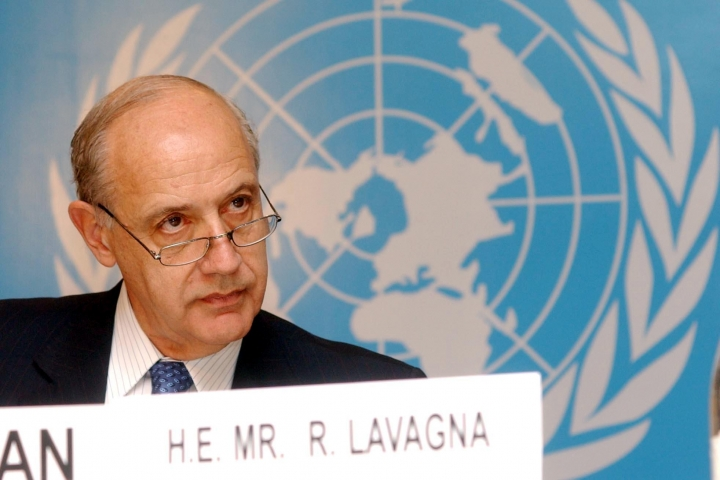
Roberto Lavagna en 2004.

Roberto Lavagna, né le 24 mars 1942 à Buenos Aires, est un économiste et homme politique argentin.
Il est ministre de l'Économie du pays d'avril 2002 à novembre 2005, à la suite de la crise économique argentine.

## Biographie
Roberto Lavagna est né à Buenos Aires en 1942. Son père était propriétaire d'une imprimerie. 
Inscrit à l'Université de Buenos Aires, il obtient un diplôme en économie politique en 1967. Il a ensuite obtenu une bourse pour étudier en Belgique, où il a obtenu un diplôme d'études supérieures en économétrie et en politique économique. À l'université, il a rencontré Claudine Maréchal, une étudiante belge qu'il a épousée en 1970, et avec qui il a eu trois enfants. Lavagna est également titulaire d'un doctorat honorifique de l'Université de Concepción del Uruguay.